# Passos coberts de Guiró
Els Passos coberts de Guiró és una obra de la Torre de Cabdella (Pallars Jussà) inclosa a l'Inventari del Patrimoni Arquitectònic de Catalunya.

## Descripció
Passadís del interior del poble fet amb materials del país i que reflecteix les qualitats urbanes que es poden assolir i també els afegits que malmeten aquests espais urbans.